# Gian Paolo Tolomei
Gian Paolo Tolomei (Loreggia, 10 dicembre 1814 – Padova, 9 maggio 1893) è stato un giurista e politico italiano.
Fu senatore del Regno d'Italia dalla XVII legislatura.
Professore di Filosofia del Diritto e Diritto Penale all'Università degli Studi di Padova, fu rettore dell'ateneo tra il 1869 e il 1870 e tra il 1873 e il 1879.